# نور آباد
نور آباد هي مدينة إيرانية في محافظة فارس وهي مركز مقاطعة ممسني.

## أعلام
- مهدي حاجتي
- محمد رضا حسيني
- أبو الحسن جعفري